# Muellerina celastroides
Muellerina celastroides är en tvåhjärtbladig växtart som först beskrevs av Schultes & J. H. Schultes, och fick sitt nu gällande namn av Tieghem. Muellerina celastroides ingår i släktet Muellerina och familjen Loranthaceae. Inga underarter finns listade i Catalogue of Life.